# Камышла (Оренбургская область)
Камышла — поселок в Матвеевском районе Оренбургской области в составе сельского поселения Кинельский сельсовет.

## География
Находится на расстоянии примерно 18 километров на юг от районного центра села Матвеевка.

## Население
Население составляло 27 человек в 2002 году (мордва 63%),  13 по переписи 2010 года.